# Кугоейский
Кугоейский — хутор в Зерноградском районе Ростовской области России.
Входит в состав Гуляй-Борисовского сельского поселения.

## География

### Улицы
- ул. Осенняя,
- пер. Полевой,
- пер. Северный.

## Население
| 2010 |
| ---- |
| 83   |